# حرف اف (فیلم ۲۰۱۳)
حرف اِف (به انگلیسی: The F Word) (در آمریکا، بریتانیا، ایرلند و سوئد با عنوان اگرچه منتشر شده‌است) یک فیلم کمدی رمانتیک ایرلند-کانادایی، به نویسندگی الن ماستای و کارگردانی مایکل داوس، محصول سال ۲۰۱۴ است. این فیلم بر اساس رمان سیگارها و خمیردندان به قلم تی‌جی داو و مایکل رینالدی ساخته شده‌است. در این فیلم بازیگرانی همچون دنیل ردکلیف، زویی کازان، مگان پارک، آدام درایور، مک‌کنزی دیویس و رافه اسپال ایفای نقش می‌کنند.
بازیگر نقش اول فیلم دنیل ردکلیف در نقش والاس است؛ که بارها توسط روابط بد آشفته شده‌است. در حالی که همه در اطرافش برای پیدا کردن شریک زندگی به او کمک می‌کنند، والاس با بکی (زویی کازان)، یک انیماتور که با دوست پسر قدیمی خود بن زندگی می‌کند، آشنا می‌شود. آن دو با یکدیگر، متوجه حقیقی بودن معمایی که می‌گوید اگر بهترین دوست شما، عشق زندگی‌تان باشد می‌شوند. فیلم در جشنواره بین‌المللی فیلم تورنتو به اکران درآمد و سپس در ۲۰ اوت ۲۰۱۴ در ایرلند، و در ۲۲ اوت ۲۰۱۴ در کانادا روی پرده سینما رفت.

## بازخوردها
حرف اف عموماً با نقد مثبت منتقدان مواجه شد. جان دفور از گزارشگر هالیوود به فیلم رای مثبت داد و اظهار کرد: «زدن یادداشت فیلم کمدی رمانتیک با شوخ‌طبعی و برخی از جذابیت‌ها به فیلم، باعث شلوغی جمعیت در سالن تئاتر می‌شود، و علاقه‌مندان به سینما، تنها برای دیدن دنیل ردکلیف به‌عنوان جادوگر عامه پسند در جهان به آنجا می‌روند.» هم‌چنین بتسی شارکی از روزنامه لس‌آنجلس تایمز، گفت: «که فکر کنم بهترین و شیرین‌ترین، فیلم فیلم‌ساز در عین حال بوده‌است.»

### جوایز
| سال  | جوایز                                                        | دریافت‌کننده  | نتیجه    |
| ---- | ------------------------------------------------------------ | ------------ | -------- |
| ۲۰۱۴ | جایزه صفحه کانادا برای بهترین فیلم                           | حرف اف       | نامزدشده |
| ۲۰۱۴ | جایزه صفحه کانادا برای بهترین کارگردان                       | مایکل دووز   | نامزدشده |
| ۲۰۱۴ | جایزه صفحه کانادا برای بهترین بازیگر نقش اول مرد در نقش اصلی | دنیل ردکلیف  | نامزدشده |
| ۲۰۱۴ | جایزه صفحه کانادا برای بهترین بازیگر مکمل زن                 | مک‌کنزی دیویس | نامزدشده |
| ۲۰۱۴ | جایزه صفحه کانادا برای بهترین فیلم‌نامه اقتباسی               | الن ماستای   | برنده    |